# Joaquín Sánchez
Joaquín Sánchez Rodríguez (Porto de Santa Maria, 21 de julho de 1981) é um ex-futebolista espanhol que atuava como meia. Seu último clube foi o Real Betis.

## Carreira
Joaquin começou a carreira no Real Betis, como uma grande promessa. Ao lado do ex-goleiro Andoni Zubizarreta são os recordistas de partidas na La Liga com 622 atuações.

## Seleção espanhola
Pela seleção possui 54 presenças e quatro gols.

## Títulos
Betis
- Copa del Rey: 2004–05, 2021–22

Valencia
- Copa del Rey: 2007–08